# Victor Desarzens
Victor Desarzens (* 27. Oktober 1908 in Château-d’Oex; † 13. Februar 1986 in Villette) war ein Schweizer Dirigent und Geiger. Er gründete 1942 das Orchestre de Chambre de Lausanne.

## Leben
Victor Desarzens trat nach einer klassischen Matur in Yverdon-les-Bains und einem Musikstudium in Lausanne als Geiger dem Orchestre de la Suisse romande bei, mit welchem er zusammen mit seinem Bruder Georges Desarzens 1938 das Duo concertante für zwei Violinen und Orchester, H. 264 von Bohuslav Martinů uraufführte. Ausserdem betätigte er sich sehr bald auch auf dem Gebiet der Kammermusik. So gründete er ein kleines Ensemble, aus dem 1942 das Orchestre de Chambre de Lausanne wurde, das er bis 1973 leitete.
1950 wurde er parallel dazu Dirigent beim Musikkollegium Winterthur (das damals noch Winterthurer Stadtorchester hiess), das er bis 1975 leitete. Zusammen mit dem Orchestre de Chambre de Lausanne unternahm er zahlreiche Auslandtourneen; dieses wurde zu einem renommierten Ensemble, das sich hauptsächlich der barocken sowie der zeitgenössischen Musik widmete. Zusammen mit Ernest Ansermet gehörte er zu den Pionieren des klassischen Musiklebens in der französischen Schweiz.

## Uraufführungen (Auswahl)
- 1947: Julien-François Zbinden: Concertino pour trompette, orchestre à cordes et tambour op.6
- 1947: Raffaele d'Alessandro: Concerto grosso
- 1949: Peter Mieg: Konzert für 2 Klaviere und Orchester
- 1953: Julien-François Zbinden: Symphonie N° 1 pour orchestre de chambre op.18
- 1953: Constantin Regamey: Musique pour cordes
- 1959: Armin Schibler: Concerto 1959 pour trompette, cor, trombone, harpe, piano, batterie et deux orchestres à cordes
- 1960: Jean Balissat: Symphonie n° 2
- 1960: Heinrich Sutermeister: Divertimento n° 2
- 1962: Peter Mieg, Konzert für Klavier und Orchester n° 2
- 1963: Gian Francesco Malipiero, Hommage à l'OCL
- 1968: Éric Gaudibert, La Harpe du Silence

## Auszeichnungen
- 1958: Kulturpreis der Stadt Winterthur
- 1963: Doktor Honoris causa der Universität Lausanne
- 1963: Médaille de la Ville de Paris
- 1973: Preis der Stadt Lausanne